# Hôtel
Pour les articles ayant des titres homophones, voir Autel et Otelle.
« Hôtelier » redirige ici. Pour le matériel de jeu, voir Othellier.
Cet article concerne les établissements hôteliers. Pour les autres significations, voir Hôtel (homonymie).
Un hôtel est un établissement commercial qui offre un service d'hébergement payant en chambres meublées à une clientèle de passage. En général, un hôtel assure l'entretien quotidien des chambres et des lits, ainsi que la fourniture du linge de toilette.

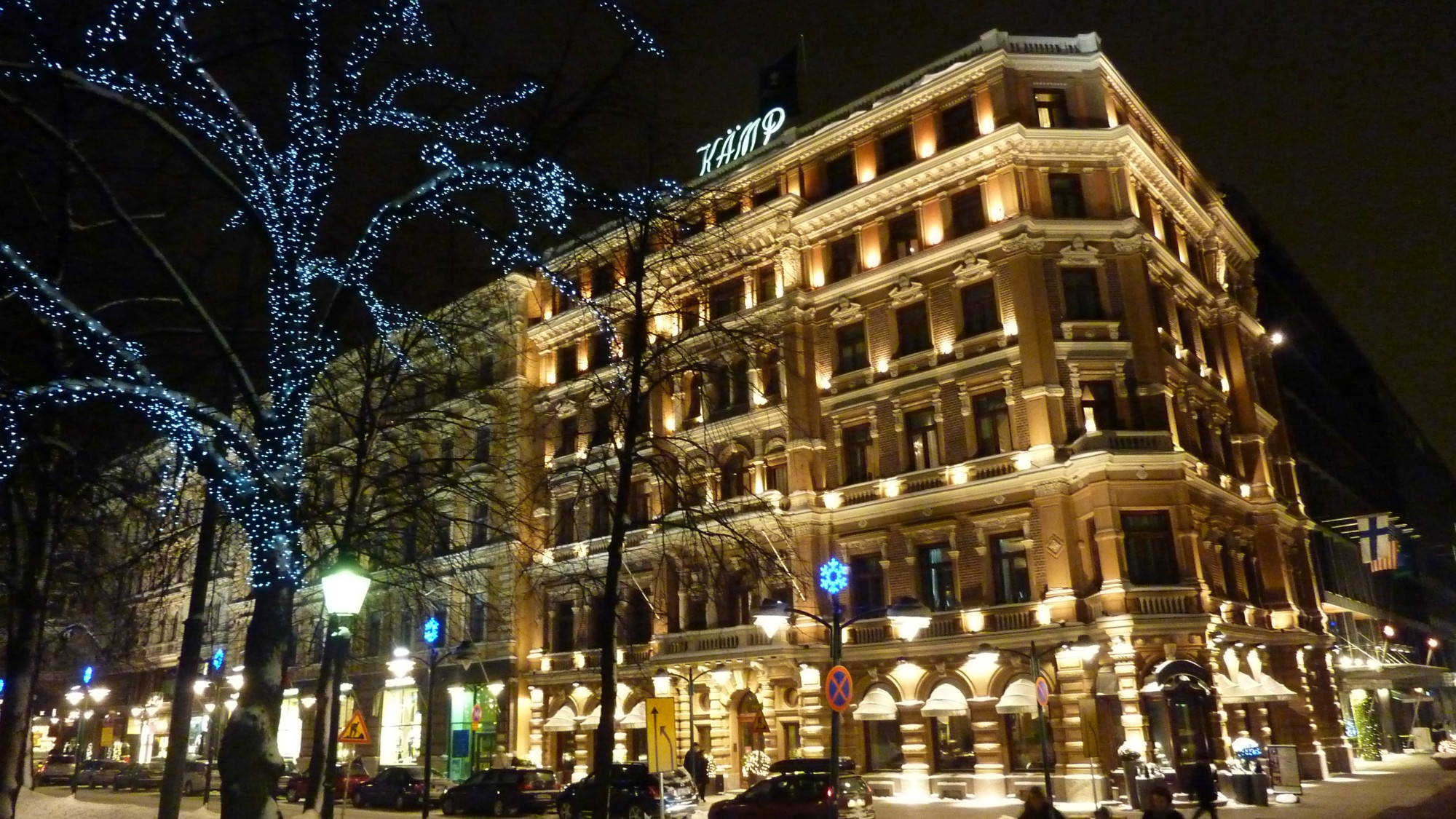
Hôtel Kämp de Helsinki, Finlande

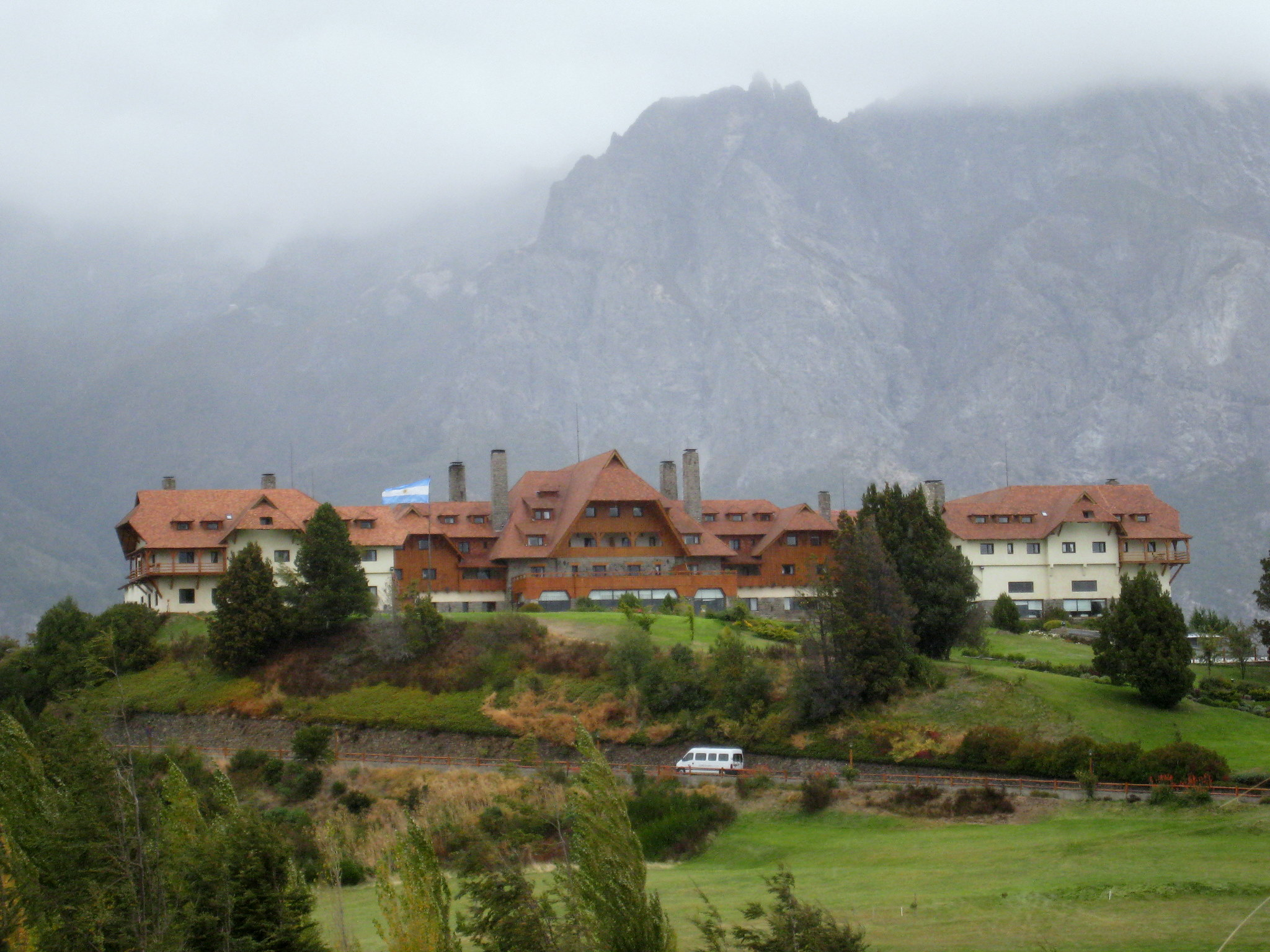
Hôtel Llao LLao de Bariloche, Argentine

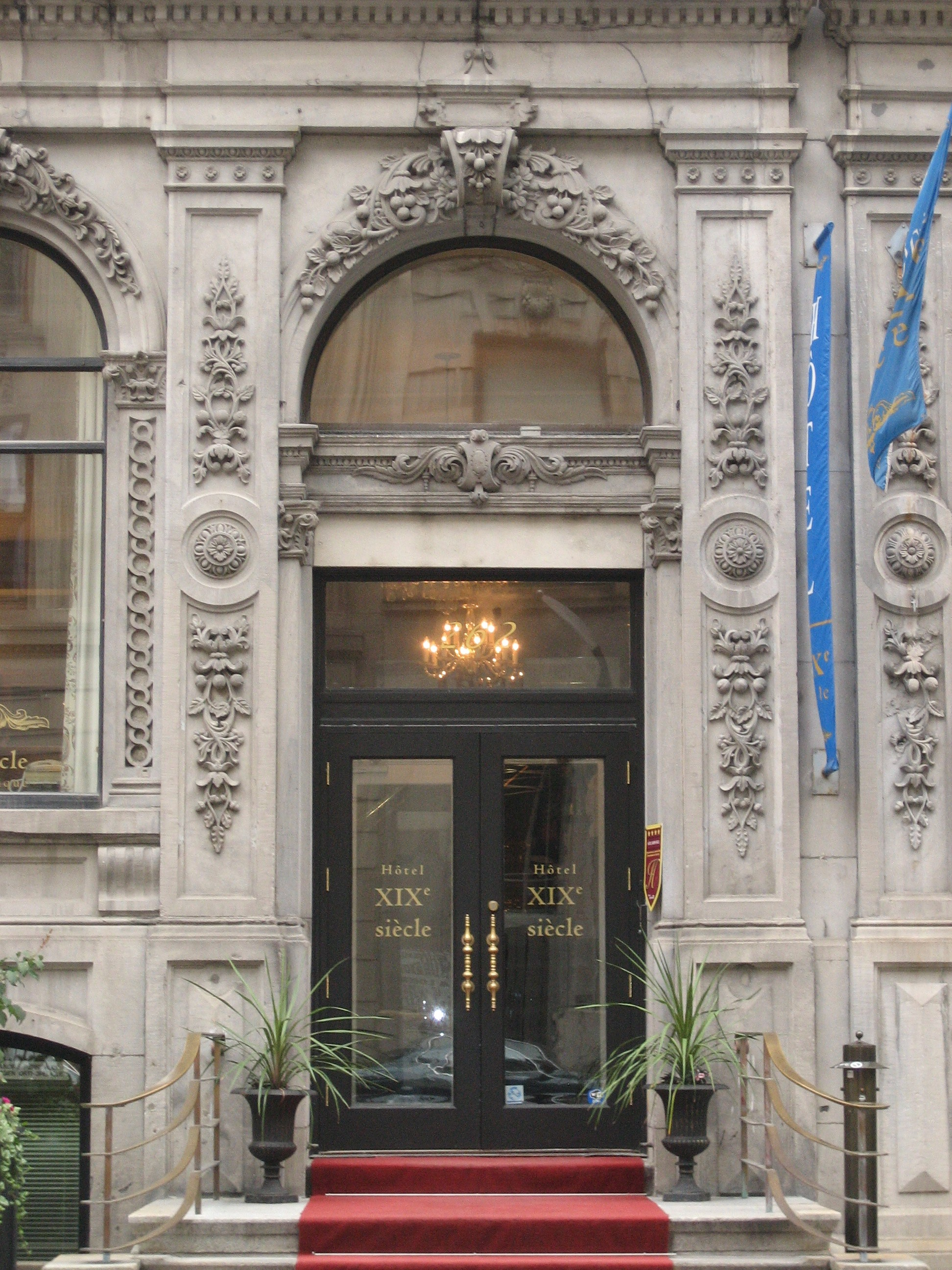
L'élégante entrée du bel immeuble de l'Hôtel XIXe siècle, à Montréal

## Étymologie
Le mot latin hospitalis (du radical de hospes, hospitis avec le suffixe -alis), ou celui de hospitalitas, a donné les mots dérivés hôte, hôtel, hôtellerie, hôpital ou encore hospitalité. Dans l'ancien français, l'hostel est une « maison où l'on habite », mais possède un autre sens en désignant une « maison meublée servant de logement payant et d'auberge ». Ce sens serait apparu avec le développement des villes de marché dans le nord de l'Europe et en Flandres en particulier, au XIIIe siècle. Durant l'époque moderne, l'hôtel devient un logis important.
Le mot hostellerie ou hôtellerie, durant le Moyen Âge, désigne une partie d'un monastère ouvert au public, réservée à l'accueil et à l'hébergement des hôtes occasionnels, les pèlerins et les étrangers,. Au cours de la période, ils se laïcisent (XIIIe siècle), puis désignent un établissement plus « rustique » qu'un hôtel (XVIe siècle-XIXe siècle). L'historien du tourisme, Marc Boyer, indique dans Le tourisme de l'an 2000, que la Grande Encyclopédie du XVIIIe siècle, ne définit pas Hôtel mais seulement l'Hôtellerie pour désigner une « maison où les voyageurs sont logés et nourris pour leur argent ». Rappelant que hôtel est une forme abrégée de Hôtellerie. Le mot pourtant va s'imposer, écartant ostellerie, prenant le pas sur l'auberge qui devient rurale, et reléguant l'hôtellerie à un usage limité au secteur professionnel. Depuis le XIXe siècle, la plupart des dictionnaires désigne l'hôtel comme un établissement où l'on peut se loger pendant une ou plusieurs nuits contre un paiement. Cette définition supplante ainsi les autres acceptions du mot.

## Histoire

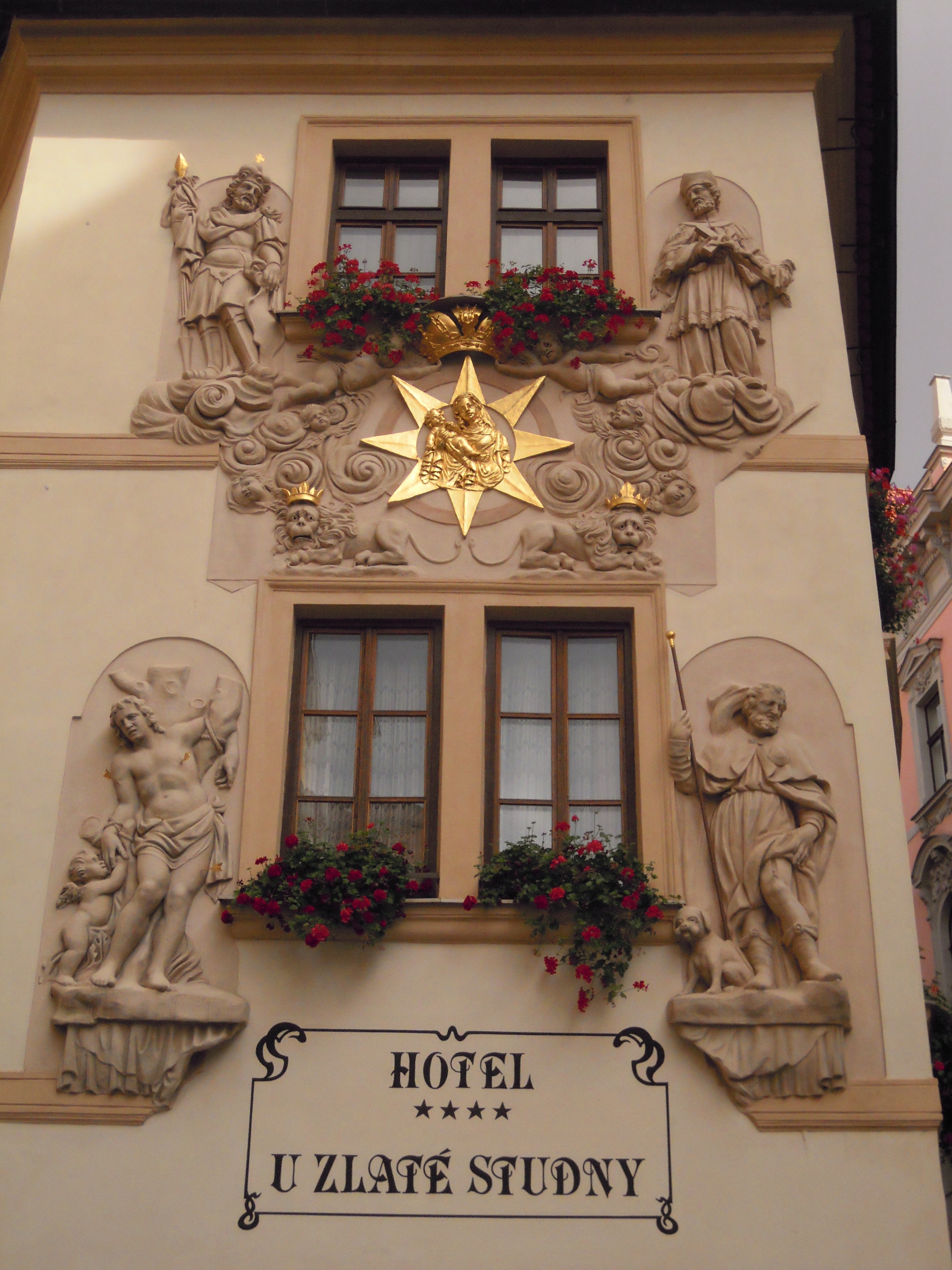
La belle architecture de l'hôtel U Zlaté Studny ("Au Puits d'Or"), à Prague

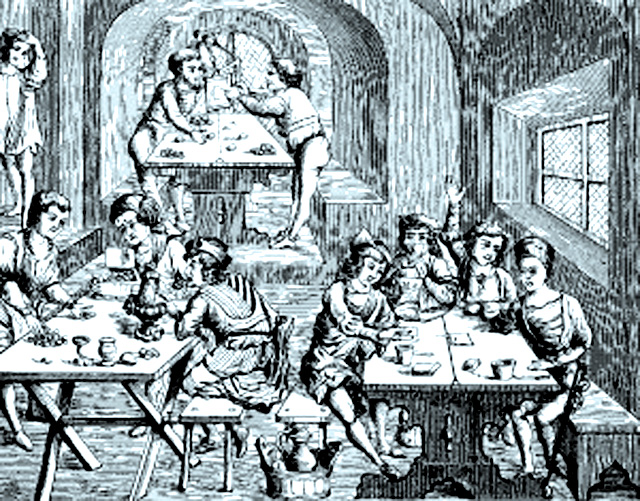
Hostellerie à Lyon en 1517.

Durant l'Antiquité, des hôtelleries offrent le gîte et le couvert au voyageur. L'Empire romain les utilise notamment comme relais pour ses armées. Après les invasions barbares, ne subsistent que des maisons garnies qui deviennent le plus souvent des repaires de bandits de grand chemin et des hôtels de passe.
Au Moyen Âge, l'hôtel (écrit ostel) a encore le sens de « lieu d’accueil pour les hôtes, hôpital » (voir Hôtel-Dieu) avant de le perdre au profit de auberge sauf dans le monde monastique et désigne presque uniquement une « demeure noble ».
À la Renaissance, il désigne plus particulièrement la Maison du roi puis la demeure d'un prince ou d'un seigneur, enfin celle d'un bourgeois (une distinction étant parfois faite entre le grand hôtel, habité à l'année, et le petit hôtel, maison de ville habitée lors de la saison des visites appelée saison sociale (en)) : il fait alors référence à l’hôtel particulier, un concept français à vocation autre que l’offre d’hébergement. Aujourd’hui, le mot « hôtel » et son équivalent anglais « hotel » ont la même signification, et l’expression « hôtel particulier » est utilisée pour faire référence à l’ancien concept français. L’orthographe française avec l’accent circonflexe se rencontrait couramment en anglais autrefois, mais c’est rarement le cas aujourd’hui (anciennement, le mot français s’écrivait « hostel »). Parallèlement, il peut concerner des édifices publics : Hôtel des Monnaies, des ventes, des Affaires étrangères, hôtel de ville.
La plus vieille hostellerie de France encore en service est l’Hostellerie de la Croix d’Or à Provins dont la façade est inchangée depuis la fin de sa construction en 1270. Fin 2004, c’est un restaurant. Il est situé face à l’hôtel de Vauluisant également du XIIIe siècle.
Selon l'historien du tourisme, Marc Boyer, on observe à partir du XIXe siècle que l'hôtel se distingue de l'auberge qui prend une connotation rurale. L'expression désigne un établissement urbain auquel on accole un adjectif comme « Grand », ou une localisation « de la Gare, Terminus, (...), du Midi, de l'Opéra (...) » ou encore associé à une fonction « du Commerce, des Négociants, des Voyageurs (...) ». L'auteur observe également qu'avec le développement de l'hôtellerie de luxe le nom des hôtels affirment leur distinction par un vocabulaire spécifique, il est « Grand ou Palace », utilise une localisation mémorable comme le « Mont-Blanc [ou] le Rivage ». La différenciation peut également prendre une orientation « cosmopolite en s'appelant des Nations, des Ambassadeurs, des Colonies... ». Enfin, certains hôtels gardent plus simplement le patronyme de leur fondateur qui devient ainsi une marque (Carlton, Ritz).

## Hébergement

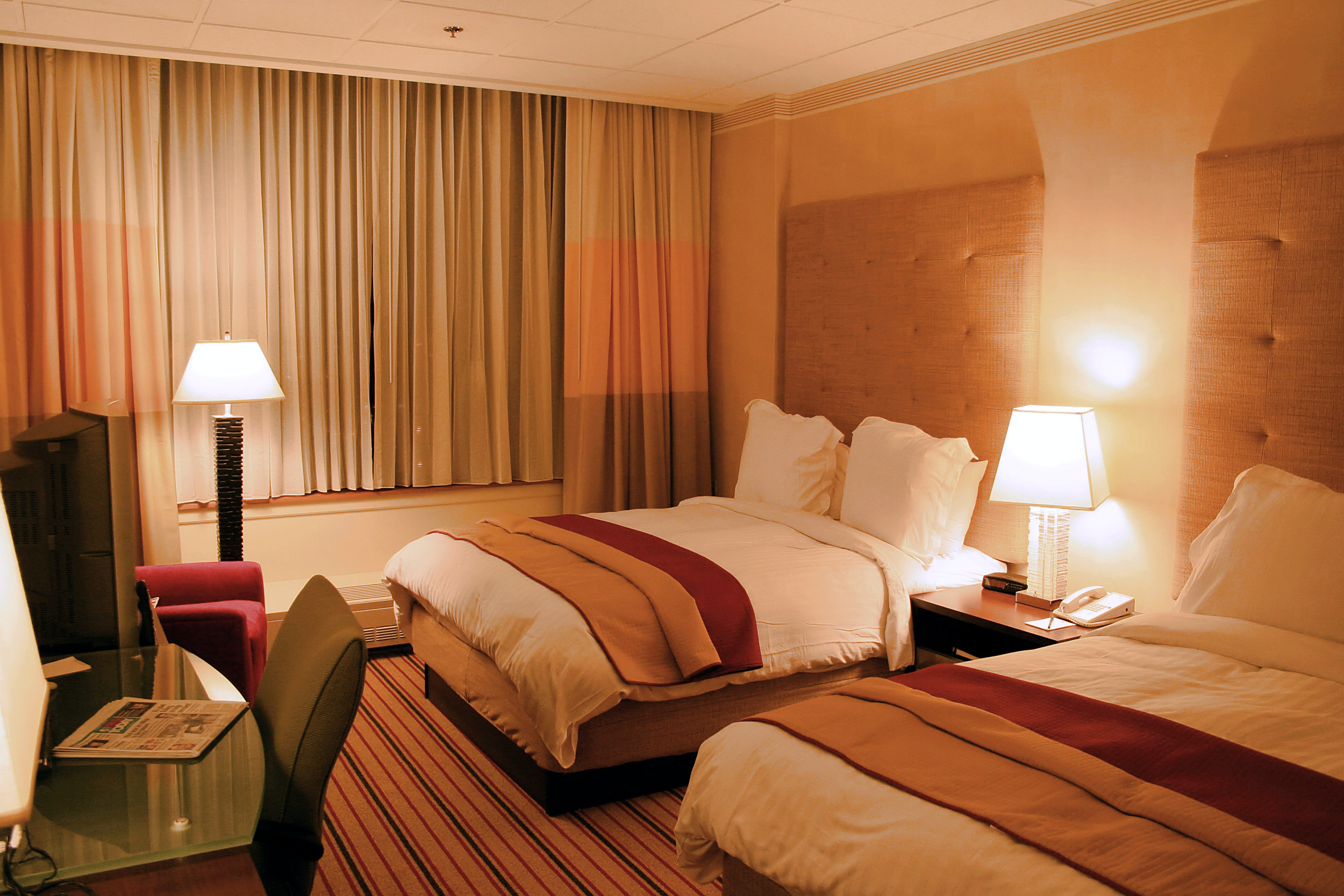
Une chambre d'hôtel dans l'Ohio.

L'hébergement hôtelier peut se faire dans différents types de logements, présentant différents niveaux de confort. Le plus courant est la chambre d'hôtel, qui est une chambre à coucher prête à être utilisée à l'arrivée du client. Elle s'accompagne souvent de sanitaires et d'une salle de bains ou d'une salle d'eau. En France, ces installations deviennent obligatoires dans toutes les chambres à partir de la troisième étoile.
Il existe également des hôtels qui peuvent accueillir leurs clients dans des chambres de deux pièces ou plus, dont une au moins est prévue pour le couchage. Ce type d'hébergement est désigné sous le nom de suite, ou aussi d'appartement (comme au Québec).

### Services
En France comme au Québec, ces établissements peuvent proposer un coin cuisine,.
Outre l'hébergement, les hôtels peuvent proposer d'autres services à leur clientèle : restauration, room service, espace bien-être, piscine, équipements sportifs, etc.
Certains hôtels proposent des services de location de salles de réunion, incitant les groupes à y tenir des congrès et des conférences,.

## Classification des hôtels

Signalétique hôtelière en France.

Les hôtels de tourisme sont habituellement classés en catégories en fonction de leur degré de confort, du niveau de service qu'ils proposent, et de la réglementation dont ils dépendent. Selon les pays, on peut trouver différents systèmes de classement, comme les étoiles : c'est le cas en France, au Maroc ou au Québec,,. Le classement se lit alors du plus modeste (une étoile) au plus luxueux (cinq étoiles).
Pour une même catégorie, le confort et les services peuvent être très variables d’un pays à l’autre, chaque pays — et parfois chaque région — possédant ses critères propres. Le classement des hôtels repose en principe sur des critères objectifs : surface des chambres, équipement, nature et disponibilité des sanitaires, etc.
En Europe, différentes fédérations hôtelières se sont regroupées au sein de l'HOTREC, une association supranationale qui défend une harmonisation des classifications au niveau européen. En dehors de cette initiative, il n'existe actuellement aucune norme commune à l'Union Européenne.

## Les hôtels dans le monde

### Cuba

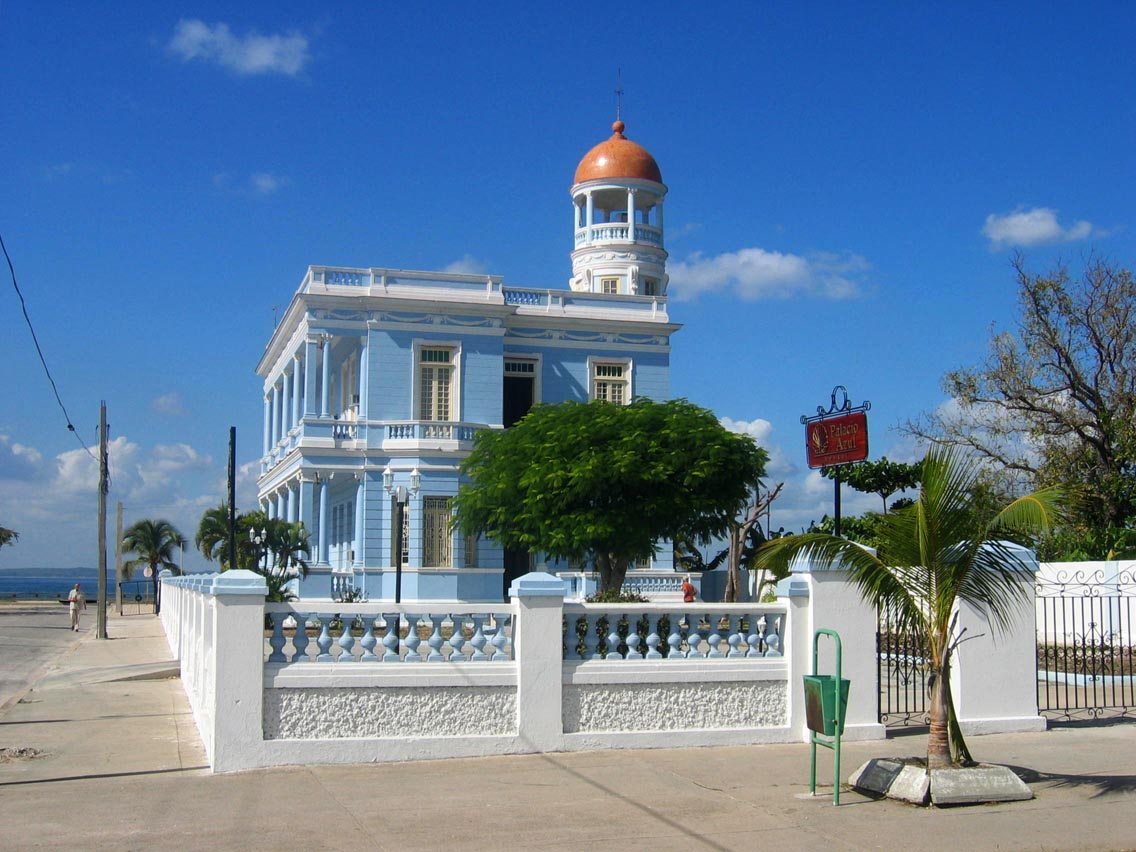
Un hôtel appartenant à l’État, à Cienfuegos (Cuba).

Jusqu'en mars 2008, les Cubains se voient interdire l'accès aux hôtels réservés aux étrangers. À son arrivée au pouvoir, Raùl Castro lève cette interdiction, permettant ainsi un développement du tourisme intérieur.
Le Four Points by Sheraton, premier hôtel américain à ouvrir ses portes sur l'île depuis la révolution cubaine, est inauguré le 28 juin 2016.

### France
Au 1er janvier 2015, avec une capacité de 1 284 000 lits, l'hôtellerie de tourisme est le second hébergeur marchand après l'hôtellerie de plein air et ses 2 668 000 lits. À cette même date, le parc des hôtels classés « Tourisme » représente 18 807 hôtels et établissements assimilés.
En France, depuis 2009, les hôtels sont classés de une à cinq étoiles, et parmi ces derniers sont distingués les hôtels d'exception, signalés par la distinction « Palace ». En juillet 2016, seuls seize établissements ont été ainsi distingués. Le tableau de classement a été mis à jour en janvier 2016.
Depuis 2015, les hôteliers ont la possibilité d'équiper leurs chambres d'un coin cuisine.
L'entretien quotidien de la chambre et des lits, ainsi que la fourniture du linge de toilette sont obligatoirement inclus dans le prix.

### Japon

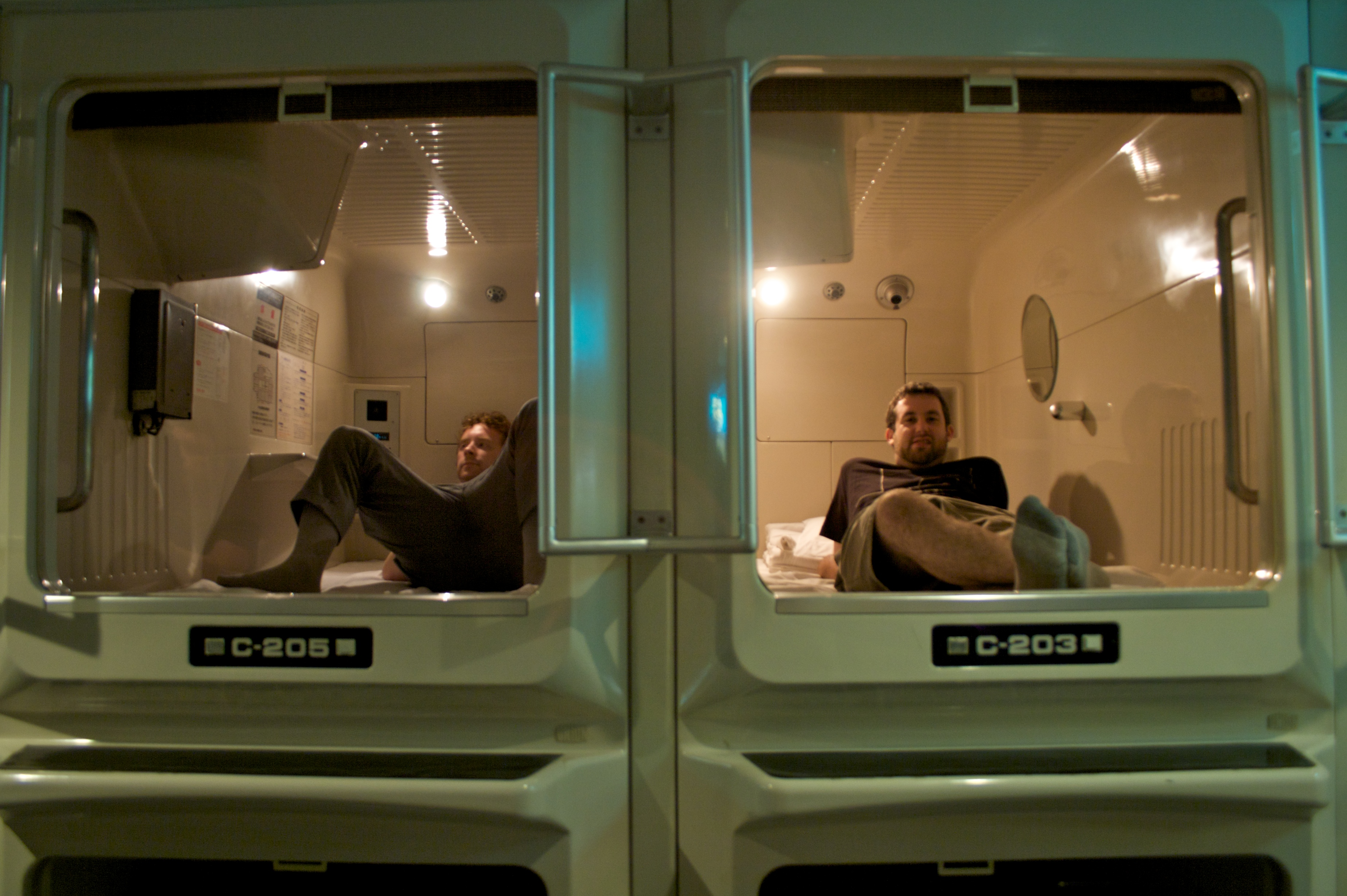
Les chambres d’un hôtel capsule japonais.

Le terme d'hôtel capsule désigne un type particulier d’hôtel assez courant au Japon, qui propose des chambres individuelles aux dimensions extrêmement réduites, souvent pour un prix modique.

### Maroc
Au Maroc, la Fédération Nationale de l’Industrie Hôtelière, créée dans les années 1960, représente plus de 1 500 unités d’hébergements, hôtels et maisons d'hôtes confondus.
Les hôtels se voient attribuer de une à cinq étoiles, voire d'une mention « Luxe », en fonction du degré de confort qu'ils proposent.

### Québec
Au Québec les établissements hôteliers sont classés sur une échelle de zéro à cinq étoiles, avec ou sans la mention « Supérieur » pour les catégories de une à quatre étoiles.

## Hôtels insolites
Certains hôtels se distinguent de leurs concurrents par leur situation, leur construction ou encore leur aménagement, avec pour certains l'intégration dans le livre Guinness des records.
Le Queen Elizabeth 2 et le Rotterdam sont d'anciens navires de croisière reconvertis en hôtels de luxe à quai.
Dans plusieurs pays, des prisons ont été converties en hôtels - parfois de très bonne catégorie - et en font un argument marketing, par exemple à Ruremonde (Pays-Bas), Helsinki (Finlande), Kaiserslautern (Allemagne), Istanbul (Turquie), Stockholm (Suède), Mount Gambier (Australie) ou Boston (États-Unis).

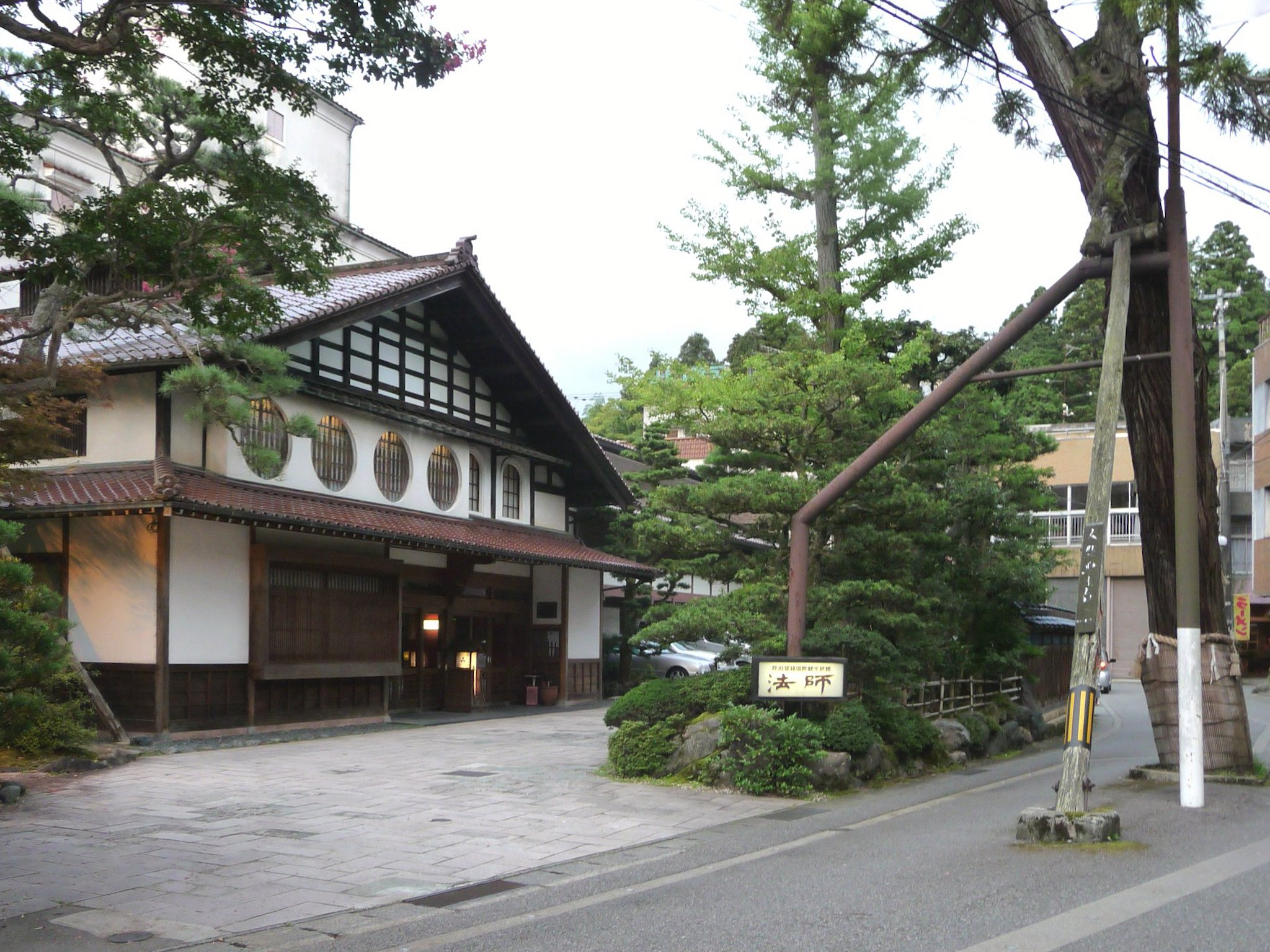
Le Hōshi ryokan, plus vieil hôtel du monde.

D'après le livre Guinness des records, le plus vieil hôtel encore en exploitation est le Hōshi ryokan, à Awazu au Japon,,. Ouvert en 717-718, il est doté d’une source thermale.
Depuis le 1er janvier 2008, le complexe hôtelier Venetian de Las Vegas (États-Unis) est considéré comme le plus grand hôtel du monde, en termes de capacité avec un peu plus de 7 000 chambres, grâce à sa jonction avec The Palazzo qui comporte un peu plus de 3 000 chambres. En 2015, le First World Hotel & Plaza, situé dans la station de montagne de Genting Highlands en Malaisie, semble avoir pris la première place grâce à une extension portant sa capacité initiale de 6 116 chambres, en 2013, à 7 351 chambres, lui permettant ainsi de prétendre d'entrer dans le livre Guinness des records. Six des plus grands hôtels du monde se trouvent dans la ville américaine de Las Vegas, dont le MGM Grand Las Vegas avec 6 852 chambres, le Wynn Las Vegas avec 4 750 chambres, le Luxor Las Vegas avec 4 408 chambres, offrant une capacité totale d'environ 30 000 chambres. Le futur complexe Abraj Kudai, à La Mecque (Arabie saoudite), dont l'ouverture est prévue en 2017[évasif], pourrait bien, quant à lui, avoisiner les 10 000 chambres,.
Le Library Hotel de New York, situé à proximité de la New York Public Library, est un hôtel créé en 2001, de soixante chambres, réparties sur dix étages de six chambres chacun, et possède la caractéristique unique d’avoir été aménagé selon la classification décimale de Dewey. Chaque étage est consacré à une des classes de la classification décimale et chaque chambre est décorée en fonction de la discipline à laquelle la rattache son code numérique. Les classes 000, 100 et 200 ne sont pas associées aux trois premiers niveaux — du rez-de-chaussée au second étage — mais sont « décalées » pour correspondre aux étages 10 (classe 000) à 12 (classe 200).
Certains hôtels ont la particularité d'avoir été édifiés dans des matériaux moins conventionnels. Ainsi le Maya Boutique Hôtel, installé à Nax en Suisse et inauguré en 2012, est un écolodge construit en bottes de paille. Dans les hautes latitudes ou altitudes, certains entrepreneurs ont eu l'idée d'utiliser la glace et la neige pour réaliser leur hôtel d'exception. Il s'agit d'édifices saisonniers, en raison de la fonte du matériau. Les hôtels de glace se sont ainsi développés en Laponie suédoise pour l'hôtel de glace de Jukkasjärvi (1989, 65 chambres) et finlandaise pour le Igloo Village Kakslauttanen, en iglous de verre ouvert toute l'année, au Canada, avec l'Hôtel de Glace, créé en 2001, un hôtel reconstruit tous les ans et qui déménage en 2016 au Village vacances Valcartier, au nord de la ville de Québec, mais aussi en Suisse à Zermatt où un village d'iglous s'est établi à 2 727 mètres d'altitude. Aux Pays-Bas, à Oss, on peut dormir dans un hôtel réalisé en sable avec une chambre.

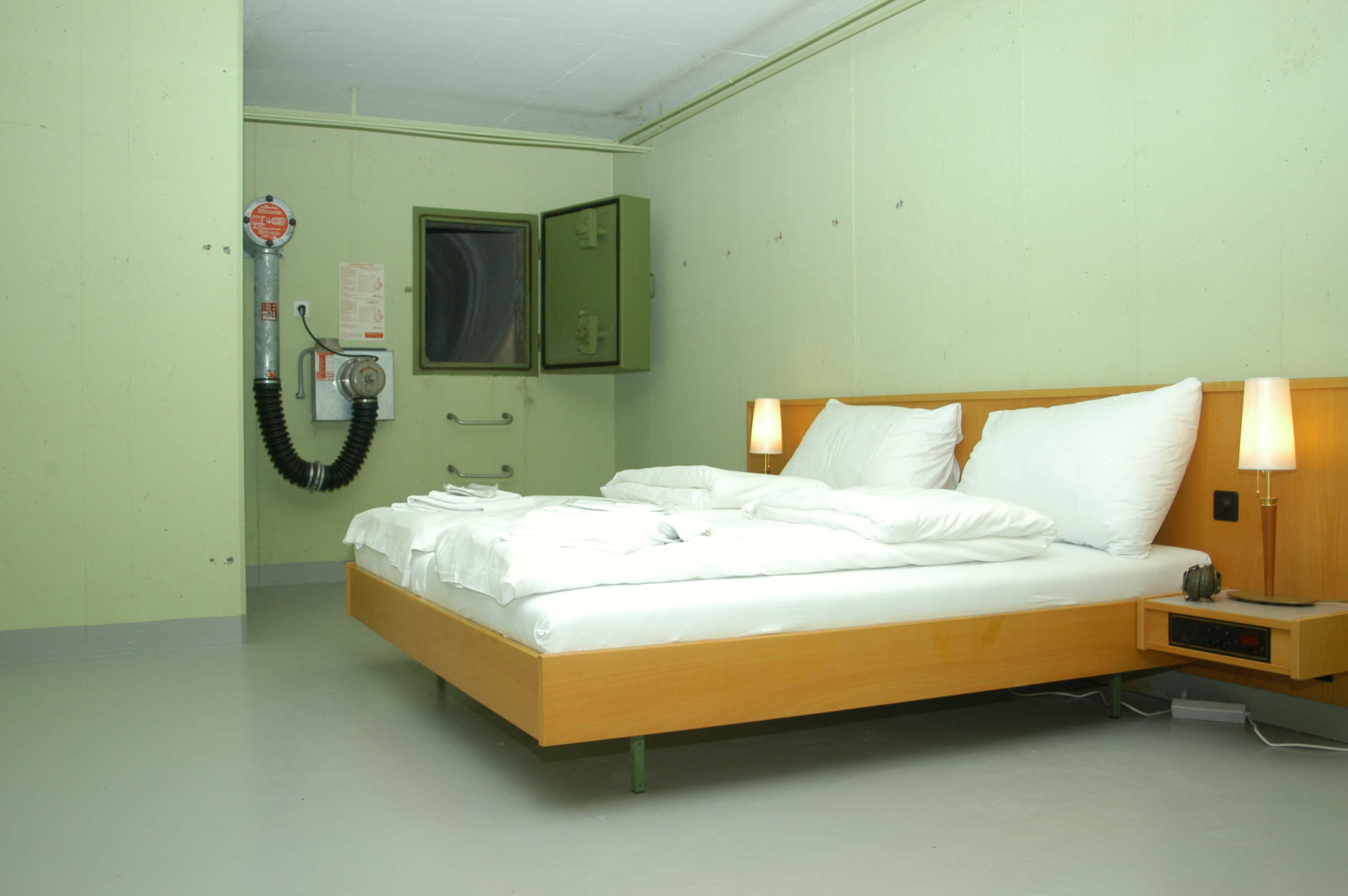
Une chambre du Null Stern Hotel, en Suisse.

Les Concrete Mushrooms en Albanie sont d'anciens bunkers reconvertis en chambres d'hôtel. Le Null Stern Hotel, à Teufen dans le canton d'Appenzell en Suisse, est installé dans un ancien abri antiatomique reconverti.
Avec ses 355 mètres, le JW Marriott Marquis de Dubaï est considéré comme l'hôtel le plus haut du monde avec 77 étages. La construction des deux tours jumelles a débuté en 2006 et leur ouverture a eu lieu en 2011. Les tours jumelles sont situées à Business Bay, un quartier d'affaires de Dubaï. Un projet suisse imagine la construction pour 2019 de l’hôtel de la tour Vals, aux Thermes de Vals, avec une hauteur de 381 mètres, qui en ferait également le plus haut édifice d'Europe.

## Vivre à l’hôtel
Les établissements hôteliers apprécient généralement de pouvoir faire état de la longue présence ou du passage répété de telle ou telle personnalité. Les exemples sont multiples. Ainsi, l'hôtel Ritz de Paris se flatte que Coco Chanel y a élu domicile pendant plus de 30 ans, et ce jusqu’à son décès à l'âge de 87 ans, dans une suite qui porte maintenant son nom. L'hôtel Claridge's de Londres peut rappeler que le roi Pierre II de Yougoslavie y passa la majeure partie de la Seconde Guerre mondiale. Son fils, Aleksandar Karađorđević, y est né. Michel Polnareff vécut pendant 800 jours à l'hôtel Royal Monceau, à Paris, dans les années 1980, etc. L'hôtel Chelsea, à New York, est connu pour avoir hébergé de nombreuses personnalités artistiques comme Andy Warhol, Janis Joplin, Patti Smith et Sid Vicious. La petite amie de ce dernier, Nancy Spungen, a été retrouvée assassinée et en sous-vêtements dans la salle de bain de la chambre 100. Autre exemple, Marcel Proust louait quatre chambres au dernier étage du Grand Hôtel de Cabourg.
Il arrive aussi, au grand dam des hôteliers, que des clients réussissent à s'incruster longtemps sans payer. Notamment, un immigré brésilien a séjourné cinq ans au New York Hotel (en) pour le prix d'une seule nuitée (200 dollars), grâce à divers vides et décisions juridiques.

## L'hôtel dans les œuvres de fiction
Que ce soit au cinéma, à la télévision ou dans les romans, l'hôtel et les autres établissements hôteliers — motel, auberge, etc. — sont des lieux que les auteurs et les scénaristes ne dédaignent pas.
Au cinéma, il devient le cadre des interactions sociales des vacanciers de l'Hôtel de la plage (Michel Lang, 1978), ou le terrain de jeu des différentes personnalités issues du trouble dissociatif de l'identité de Malcolm Rivers dans Identity (James Mangold, 2003). On peut également citer le Bates Motel de Psychose, l'Overlook Hotel de Shining, etc. On peut mentionner aussi à titre d' exemple de film où l'intrigue débute dans un hôtel, en l'occurrence à Montpellier : L'emmerdeur d'Edouard Molinaro (1973). Les films se déroulant dans un hôtel sont d'ailleurs très nombreux.
Des séries télévisées, comme Hotel Babylon, L'Hôtel en folie, Palace ou Bates Motel ont pour cadre un hôtel ou un motel, décrivant tour à tour la vie de leurs clients, ou de leur personnel.
En littérature, Agatha Christie a situé l'action de plusieurs de ses romans à l'hôtel : Le major parlait trop, À l'hôtel Bertram. Elle y envoie même Hercule Poirot en vacances dans Les Vacances d'Hercule Poirot. Georges Simenon a emmené Maigret visiter les caves du Majestic. John Irving, avec L'Hôtel New Hampshire, raconte la vie de la famille Berry, etc. Stephen King, dans son roman Shining, publié en 1977, dans lequel Jack Torrance, un homme (ancien alcoolique) ainsi que sa femme Wendy et son fils Danny (possédant un don) doivent garder un hôtel : l'Hôtel Overlook. Ce dernier, au cours de son activité a été le théâtre de meurtres et est hanté par des entités maléfiques. Isolés dans les montagnes du Colorado et entourés par la neige, la famille est victime de l'hôtel qui tente de s'emparer de Danny par le biais de Jack. Stephen King s'est inspiré de son séjour au Stanley Hotel pour écrire le roman.
Le célèbre Hotel California, chanson phare des Eagles, est sans doute l'évocation la plus connue des hôtels dans le monde de la musique.